# Volodymyr Matvichuk
Volodymyr Mykolayovych Matvichuk (en ucraniano: Володимир Миколайович Матвійчук; Berdíchev, URSS, 29 de diciembre de 1982) es un deportista ucraniano que compitió en boxeo. Ganó una medalla de bronce en el Campeonato Europeo de Boxeo Aficionado de 2011, en el peso ligero.
En mayo de 2017 disputó su primera pelea como profesional. En su carrera profesional tuvo en total 7 combates, con un registro de 4 victorias y 3 derrotas.

## Palmarés internacional
| Campeonato Europeo | Campeonato Europeo | Campeonato Europeo | Campeonato Europeo |
| Año                | Lugar              | Medalla            | Categoría          |
| ------------------ | ------------------ | ------------------ | ------------------ |
| 2011               | Ankara (Turquía)   | Medalla de bronce  | 60 kg              |